# Axel: El petit gran heroi
Axel: El petit gran heroi (títol original: Bonta) és una pel·lícula d'animació en 3D del 2013 escrita i dirigida per Leo Lee. La pel·lícula es va estrenar a la Xina el 2 d'agost de 2013, i representa la primera cinta xinesa en 3D que combina efectes estereoscòpics amb tecnologia generada per ordinador. La versió doblada al català es va estrenar el 2016 amb la distribució de Paycom Multimedia.
Es va projectar en diversos festivals de cinema d'Europa i Corea del Sud. El projecte es va projectar el 3 d'octubre de 2013 al 18è Festival Internacional de Cinema de Busan i va aconseguir certa popularitat entre els espectadors i els mitjans coreans.

## Sinopsi
Al planeta Terra, l'Axel i el seu millor amic Jono surten a caçar una planta màgica del bosc de Bonta que alimentarà la seva tribu famolenca, però són amenaçats pel rei Llangardaix, que vol convertir-se amb l'amo del bosc. Els dos es fan amics d'una princesa valenta i d'un robot d'estruç gegant, que els ajuden en el seu viatge cap a la planta.